# Bouzincourt
Bouzincourt é uma comuna francesa na região administrativa de Altos da França, no departamento de Somme. Estende-se por uma área de 8,11 km². Em 2010 a comuna tinha 559 habitantes (densidade: 68,9 hab./km²).